# Révoltée (autobiographie)
Révoltée est une autobiographie écrite par une détenue politique anarchiste russe, Evguénia Iaroslavskaïa-Markon, en janvier-février 1931, dans le camp de travail de Solovki. La Guépéou a utilisé son manuscrit comme preuve lors du procès sommaire qui a précédé sa mort par fusillade le 20 juin 1931. Le manuscrit est composé de 39 feuilles et porte la date du 3 février 1931. Il a été retrouvé dans les archives du FSB de la région d'Arkhangelsk en Russie en 1996. Le manuscrit ne portait évidemment pas de titre, et c'est Olivier Rolin, auteur de l'avant-propos de l'édition en français, qui lui a donné celui de Révoltée.

## Histoire de l'édition
Le manuscrit de cette autobiographie retrouvée en 1996 à Arkhangelsk a été publié pour la première fois en anglais en 2001, dans la collection Remembering the Darkness: Women in Soviet Prisons, ; en 2008 il est publié dans la revue russe Zvezda (ru),, puis en français en 2017, et en italien en 2018,.

## Contenu
Dans son manuscrit, Eugénie Markon retrace des épisodes de sa vie tout en lançant de lourdes accusations (avec insultes et menaces) contre les bolchéviks, responsables selon elle, de l'échec de la révolution d'Octobre. Eugénie Markon est née en 1902 dans une riche famille juive de Moscou. Depuis son plus jeune âge, elle grandit dans des idées révolutionnaires, lit les œuvres de Max Stirner et de Gueorgui Plekhanov, adhère au végétarisme. Lorsque la Révolution russe est déclenchée, elle se jette dans la mêlée et, après la répression dirigée par Trotsky de la Révolte de Kronstadt, elle est convaincue que seul le lumpenprolétariat pouvait constituer la véritable classe révolutionnaire. Sa rencontre avec le poète Alexandre Iaroslavski, qu'elle épousera, est un tournant important de sa courte vie. Elle étudie avec lui le biocosmisme, un courant philosophique et poétique empreint de l'anarchisme. Ensemble, ils voyagent en Europe occidentale et en URSS pour donner des conférences et publier des articles sur leurs conceptions. Lors d'un grave accident de chemin de fer, elle perd ses deux pieds et doit porter des prothèses qui l'obligeront à claudiquer le restant de sa vie. Cela ne ralentit pas son enthousiasme révolutionnaire. À son retour en Union soviétique en 1928, Alexandre Iaroslavski est arrêté à Leningrad, accusé « d'avoir discrédité l'URSS pendant son séjour à l'étranger par voie de calomnie dans la presse étrangère et russe blanche ». En juillet, il est envoyé à la Loubianka. Le 1er octobre 1928, pour aide à la bourgeoisie mondiale dans la mise en œuvre d'une activité hostile à l'URSS, il est condamné par le Collège de la Guépéou à cinq ans de camp. Il est envoyé au SLON de Solovki. Evguénia Markon, isolée de son compagnon, passe alors des paroles aux actes et adopte un mode de vie réel de type lumpenproletariat : menus larcins, vol à la tire, vie d'expédients divers dans des communautés de marginaux, de gens qui ne sont rien. Voler lui procure, avoue-t-elle, une véritable jouissance. Ces activités, associées à de la propagande anti-bolchevik la conduit bientôt en prison, où elle se révèle rebelle à toute discipline,,.

## Table des matières
- Avant propos d'Olivier Rolin
- Autobiographie d'Eugénie Markon
- Interrogatoire d'E. Markon
- Ordonnance de renvoi
- Extrait du procès-verbal du colonel de la Guépéou
- Extrait du récit d'un gardien
- Postface d'Irina Fligué